# Bronisław Epimach-Szypiłło
Bronisław Epimach-Szypiłło, biał. Браніслаў Ігнатавіч Эпімах-Шыпіла, ros. Бронисла́в Игна́тьевич Эпимах-Шипило (ur. 4?/16 września 1859 w majątku Sudziłowicze (powiat lepelski), zm. 6 czerwca 1934 w Leningradzie) – białoruski językoznawca i folklorysta, działacz białoruskiego ruchu odrodzenia narodowego.

## Życiorys
Był synem Ignacego (zmarłego ok. 1868) i Anny. Miał dwóch braci, Bolesława (ur. w 1861) i Władysława (1864-1914).
W latach 1871-1880 był uczniem Gimnazjum Aleksandrowskiego w Rydze, w latach 1880-1886 studiował na Wydziale Historyczno-Filozoficznym Uniwersytetu w Petersburgu, pracę kandydacką obronił w 1887. Od 1891 był zastępcą kierownika petersburskiej Biblioteki Uniwersyteckiej. Równocześnie w latach 1887-1917 uczył greki i łaciny w progimnazjum (od 1907 gimnazjum) przy kościele Świętej Katarzyny w Petersburgu, a w latach 1907-1917 greki i literatury greckiej w rzymskokatolickiej Akademii Duchownej w Petersburgu. W służbie państwowej osiągnął VI rangę w tabeli rang i tytuł radcy kolegialnego. Nie posiadał stopni naukowych, ale zajmował się badaniami nad językiem i kulturą białoruską. W 1899 wydał pionierską chrestomatię białoruską. Zajmował się także archiwistyką, m.in. brał udział w pracach Witebskiej Gubernialnej Naukowej Komisji Archiwalnej.
Uczestniczył czynnie w białoruskim ruchu narodowym, wspierał studenckie koła samokształceniowe. W latach 1906-1914 kierował wydawnictwem Zahlanie sonce i ú nasze wakonce. Był współzałożycielem Białoruskiego Towarzystwa Pomocy Ofiarom Wojny w Piotrogrodzie, działającym w latach 1916-1918. Uczestniczył w zjeździe założycielskim Zjednoczenia Chrześcijańsko-Demokratycznego (1917).
Po przejęciu władzy przez bolszewików pracował w dalszym ciągu jako bibliotekarz na uniwersytecie, został kierownikiem biblioteki Wydziału Filologiczno-Językowego. W 1925 wyjechał do Mińska, gdzie od 1928 kierował komisją przy Instytucie Kultury Białoruskiej (od 1929 Białoruskiej Akademii Nauk) odpowiedzialną za przygotowanie słownika języka białoruskiego. W lipcu 1930 został aresztowany w czasie represji przeciwko środowiskom białoruskim (w ramach akcji przeciwko Związkowi Wyzwolenia Białorusi) i po dwóch miesiącach zwolniony z nakazem opuszczenia miasta. Powrócił wówczas do Leningradu, gdzie nie miał jednak stałego zamieszkania i musiał korzystać z pomocy znajomych.
Był odznaczony Orderem Świętej Anny klasy III (1899) i klasy II (1910) oraz Orderem Świętego Włodzimierza IV klasy (1917).
W Wietrynie znajduje się otwarte w 1998 muzeum jego imienia.